# Uromyces galegae
Uromyces galegae är en svampart som först beskrevs av Philipp (Filip) Maximilian Opiz, och fick sitt nu gällande namn av Pier Andrea Saccardo 1874. Uromyces galegae ingår i släktet Uromyces och familjen Pucciniaceae.   Inga underarter finns listade i Catalogue of Life.